# 줄래니 존스턴

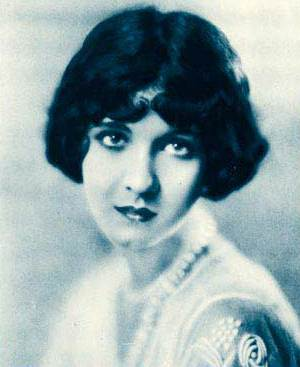

줄래니 존스턴(Julanne Johnston, 1900년 5월 1일 ~ 1988년 12월 26일)은 미국의 배우, 영화배우이다.
인디애나폴리스에서 태어났다.

## 영화
- 마담 사탄 (1930년)
- 쇼 오브 쇼 (1929년)
- 오 케이! (1928년)
- 바그다드의 도둑 (1924년)